# Pont Nou (Lleida)
El pont Nou és un dels cinc ponts de Lleida, creuant el riu Segre.

## Història
La construcció d'un nou pont per a la ciutat constituí una de les principals demandes dels lleidatans durant dècades. L'únic pont existent formava part del recorregut de l'antiga carretera Nacional II, i la gran popularització de l'automòbil als anys 60 comportà que es generessin greus i freqüents col·lapses circulatoris. Els vehicles entraven per l'actual Avinguda Tarradellas de Cappont, creuaven el pont i travessaven part de la ciutat per la façana litoral.
El 1970 el govern franquista anuncià la creació d'una variant per desviar la carretera nacional que incloïa la construcció d'un nou pont. El viaducte tindria 28 metres d'amplada, dos carrils per a cada sentit de la circulació i unes voreres de 2,5 metres. S'ubicà a l'extrem oest del nucli urbà, a la zona del turó de Gardeny i els Instituts.
El nou pont fou inaugurat oficialment pel ministre Gonzalo Fernández de la Mora el 7 de juliol de 1973. A partir d'aquest moment, el pont de Lleida va esdevenir el Pont Vell, i el viaducte de la N-II el Pont Nou. Aquesta nomenclatura es manté en l'actualitat tot i la construcció posterior d'altres ponts sobre el riu Segre.
El 2009 s'anuncià que es reformarien les voreres del pont, substituint el guarda-rails que protegeix els vianants per una barana d'aspecte més urbà.